# Robert Clicquot
Robert Clicquot (* um 1645 in Reims; † 21. Juli 1719 in Paris) war ein französischer Orgelbauer. Sein Schwager Etienne Enocq brachte ihn zum Orgelbau und nach Paris.

## Leben
Robert Clicquot wurde um 1645 in Reims geboren. Nach dem Bau der Orgel in der provisorischen Schlosskapelle in Versailles konnte er sich seit 1679 königlicher Orgelbauer (»facteur d’orgues du roy«) nennen und gilt als bedeutendster französischer Orgelbauer zwischen 1700 und 1720. Seine beiden Söhne Jean-Baptiste Simon Clicquot (* 3. November 1678 in Reims; † Ende 1744 in Paris) und Louis-Alexandre Cliquot waren Mitarbeiter von Robert Clicquot. Sein Enkel (Sohn von Louis-Alexandre Clicquot) war der Orgelbauer François-Henri Clicquot.

## Nachgewiesene Werke
| Jahr | Ort                   | Kirche                        | Bild | Manuale | Register | Bemerkungen                                              |
| ---- | --------------------- | ----------------------------- | ---- | ------- | -------- | -------------------------------------------------------- |
| 1682 | Soissons              | St. Jean-des-Vignes           |      |         |          |                                                          |
| 1692 | Rouen                 | Kathedrale von Rouen          |      |         |          |                                                          |
| 1704 | Blois                 | Kathedrale von Blois          |      |         |          |                                                          |
| 1711 | Versailles            | Schlosskapelle von Versailles |      | IV/P    | 34       | → Hauptartikel : Orgel der Schlosskapelle von Versailles |
| 1714 | Laon                  | Kathedrale von Laon           |      |         |          |                                                          |
| 1715 | Saint Germain-en-Laye |                               |      |         |          |                                                          |